# Sociedade Filarmónica União Católica da Serra da Ribeirinha
Sociedade Filarmónica União Católica da Serra da Ribeirinha é uma Sociedade Filarmónica portuguesa fundada a 29 de Junho de 1904, tendo como Padroeiro, São Pedro. No entanto só muitos anos depois da sua fundação, é que procedeu à inauguração da sua sede, mais propriamente em 21 de Janeiro de 1965. 
A sua acção tem sido marcada pela realização de diversas danças populares, bailinhos de carnaval tradicionais da ilha Terceira e comédias, movimentando nestes acontecimentos centenas de pessoas. 
As suas actuações tem sido deslocadas pelas diversas freguesias da ilha Terceira, outras ilhas dos Açores e pelos Estados Unidos. 
Os Órgãos Sociais da Sociedade são compostos por: Mesa da Assembleia Geral, Direcção e Conselho Fiscal.

## Referência
- Junta de Freguesia da Ribeirinha.